# L'Associé (Conrad)
Pour les articles homonymes, voir L'Associé.
L'Associé est une nouvelle de Joseph Conrad publiée en 1911.

## Historique
L'Associé paraît en 1911 dans le Harper's Magazine, puis en 1915 dans le recueil de nouvelles  Within the Tides (traduit en français par En marge des marées).

## Résumé
Par un après-midi pluvieux, dans le fumoir d'un hôtel de Westport, un « vieux forban à l'allure imposante » raconte à un écrivain l'histoire d'une escroquerie au naufrage...

## Éditions en anglais
- The Partner, dans le Harper's Magazine en novembre 1911, à New York.
- The Partner, dans le recueil de nouvelles Within the Tides, chez l'éditeur Dent à Londres, en février 1915.

## Traduction en français
- L'Associé (trad. Philippe Jaudel), dans Conrad (dir. Sylvère Monod), Œuvres  – IV, Gallimard, Bibliothèque de la Pléiade (1989)